# Abraham Bojórquez
Abraham Bojórquez Sánchez (La Paz, 13 de noviembre de 1981 - El Alto, 19 de mayo de 2009) fue un cantante boliviano de rap uno de los pionero del hip hop andino y el hip hop aimara. Lideró y fue vocalista de la banda de hip hop de El Alto, Ukamau y ké (Así es y ké) creada en 2003 desde el activismo de la música como herramienta de protesta social. Las letras de sus canciones hablan del orgullo de los pueblos originarios, critican el capitalismo y el neoliberalismo y reclaman un cambio social radical. Entre sus canciones más conocidas está "América Latina".  Colaboró con grupos como Atajo y Santamandinga; abrió un concierto de Manu Chao, compartió el escenario con Bersuit Vergarabat rapeando en aimara “Sr. Cobranza”. Participó en festivales internacionales de Hip Hop representando a Bolivia y compartiendo escenario con artistas como Actitud María Marta, Dead Press entre otros. También fue conductor del programa "El rincón callejero" en la radio "Wayna Tambo". Murió a los 27 años atropellado en El Alto.

## Biografía
De ascendencia indígena, a los cinco años quedó huérfano de madre y al cuidado de un padre alcohólico. Escapó de casa y sobrevivió en la calle. A los 11 años fue llevado a Brasil para trabajar en un taller de costura en condiciones -según denunció él mismo en entrevistas- de casi esclavitud. Fue en Sao Paulo donde entró en el mundo del hip hop de la mano de los jóvenes de las favelas aprendiendo la lucha política de la mano de la música con letras de denuncia contra la pobreza, las drogas y la discriminación racial. En algunas de sus letras y músicas contó posteriormente parte de su vida.
"Sin padre sin madre/ esta vida ya me vio crecer sin padre sin madre/ he agarrado el hip hop/ para no padecer sin padre sin madre yo he crecido en este barrio/ éste es mi escenario/ donde todos los guerreros sobreviven a diario/ donde el mal parece ser más fuerte que lo real/ ya tú sabes/ muchos como tú ya quieren escapar agarran un poco de alcohol para perder el control/ pasa el efecto todo vuelve peor”.
También su experiencia como inmigrante: "Busco un empleo/ ahí me venden/ el sueño americano y el europeo. / Muchos ya se quieren ir de aquí/ otros pasan y otros mueren/ por pisar suelo yanki”.
En la escuela no le enseñaron aimara, estaba prohibido. Tuvo que aprenderlo para poder rapearlo.
“Lo más admirable de Abraham es que a pesar de las circunstancias que vivió, tomó un camino importante, optó por una lucha política desde el hiphop, la cual la aprendió en Brasil. Lo admirable es que no se dejó atrapar por la fuerza de las circunstancias en las que creció” señala el rapero y director ecuatoriano Andrés Ramírez que en 2013 rodó un documental sobre Bojorquez.
Bojórquez regresó a Bolivia en 2003, poco antes de que en El Alto se iniciara la  "guerra del gas" que se saldó con varias decenas de muertes y la caída del gobierno de Gonzalo Sánchez de Lozada. La lucha inspiró a Bojórquez, el inicio del hip hop alteño, recogiendo la música de protesta nacida en los barrios negros de Nueva York en los '70 al orgullo étnico-cultural indígena.

### Ukamau y ké
En El Alto, Bojórquez compartió el hip hop primero con sus primos y después con sus amigos. Junto a Ronald Bautista formaron en 2003 la agrupación de hip hop "Ukamau y Ké" (Así es y ké).  Inicialmente hacían pequeñas presentaciones para menos de 20 personas en el centro cultural Wayna Tambo pero poco a poco su música fue conquistando cada vez más oídos en la combativa ciudad de El Alto con población mayoritariamente aimara. También en Wayna Tambo,  un centro de culturas creado en 1995 en El Alto para apoyar la creación artística frecuentado por Abraham, conoció en 2004 a la que fue su pareja, Elena Aliaga (Nina Uma).
En octubre del 2003 sus letras lograron una mayor acogida y se volcaron a la temática social. El Alto fue escenario de la 'guerra del gas' que enfrentó a civiles y militares. "Tenemos letras sobre el 'octubre negro', allí empezó todo", recordó Bautista. "Cantamos sobre cómo quisieron sacar el gas por Chile, sobre cómo peleamos entre hermanos. Nuestras letras son revolucionarias. Nosotros no protestamos con marchas, preferimos hacer música y llegar a la mayor cantidad de gente posible", explicó Bautista sobre el proyecto.
La primera canción cuya letra está prácticamente en aimara es  Wilamasis mayachtasiñani (hermanos de sangre nos uniremos). Le siguió el disco Para la Raza en 2006 donde el rap se mezcla con tarkas, zampoñas, quenas y otros instrumentos altiplánicos.
"Ya suenan las campanas de Bolivia marka/ no queremos nada con el TLC ni el ALCA/ hay que cambiar el modelo neoliberal/ porque solo trae convulsión social", dice la canción "América Latina". En la letra "Medios Mentirosos", cuestiona a los medios de comunicación de Bolivia. "Libertad para los medios y no libertinaje. El pueblo está cansado de escuchar puras mentiras y recibir un mal mensaje. Con sus anuncios subliminalmente logran meter malas cosas a la cabeza de la gente".
Bojórquez realizó un extenso trabajo musical, radiofónico y fílmico considerado clave para la comprensión del proceso de transformación social de los jóvenes de Bolivia a principios del siglo XXI. En sus canciones fusionó la sabiduría ancestral de los pueblos indígenas y las manifestaciones culturales contemporáneas. También fue conductor del programa "El rincón callejero" en la radio "Wayna Tambo", referencia del rap alteño.
En 2005 participó en la "Primera Cumbre Mundial de Hip Hop contra el imperialismo y la guerra", realizada en Caracas en el marco del Festival Mundial de la Juventud, agrupaciones artísticas de distintos continentes propusieron realizar cada año en todas las ciudades posibles del mundo eventos de Hip Hop como manifestación de rechazo a la guerra evento en el que participaron raperos de diferentes países y donde Bojórquez conoció al rapero ecuatoriano Andrés Ramírez con quien colaboró en varias ocasiones y que posteriormente dirigió el documental "Ukamau y Ké" sobre su vida y su legado.
En 2006 publicó su disco debut, “Para la raza”,  no están los repetidos samplers de los nuevos Djs sino bandas y tambores afrobolivianos, basses jazz, folklore y la lírica rebelde.
En 2008 colaboró con el grupo de rock boliviano Atajo participando en el concierto El Beso de la Muerte compartiendo escenario. Ese mismo año realizó una gira por diversas ciudades de Ecuador. Durante su trayectoria musical también compartió escenario con músicos como Manu Chau y la banda de rock argentino Bersuit Bergabarat.
En la madrugada del miércoles 19 de mayo de 2009 Bojórquez fue atropellado por una flota “El Alteño” mientras se dirigía a pie de Ventilla a Senkata en El Alto. El cuerpo fue hallado por sus tíos y amigos el jueves a las 16.00 horas en la morgue del hospital público de La Paz. El velatorio se celebró en la casa de cultura Wayna Tambo. Fue enterrado el 22 de mayo.
En 2010 La ciudad de los ciegos. El Centro Cultural Wayna Tambo y la productora de Álvaro Montenegro sacaron un segundo disco del artista, un año después de su muerte. En el mismo, Ukamau y ké  buscaba continuar con su lucha por una sociedad más justa. El disco contiene siete canciones inéditas, además de cuatro nuevas versiones de temas anteriores.
El testigo de su música y sus canciones ha sido recogido por la que fue su pareja, la rapera Nina Uma.

## Discografía
- Para la raza (2006). Contiene  las 12 canciones, entre ellas “Estamos con la Raza”, “Tupac Katari”, “Fusil, Metralla”, “La Coca”  inspiradas en  la guerra del gas, ocurrida en octubre de 2003.

- La ciudad de los ciegos (2009)  Disco póstumo.

01. La ciudad de los ciegos
02. La naturaleza despierta
03. La personal
04. Dos clases
05. El inmigrante
06. Medios mentirosos
07. Libertad para los pueblos
Bonus:
08. El sistema tiene fallas
09. No más guerras
10. Raza de racistas
11. Medios mentirosos (Version original)

## Documental
En 2012 el rapero y cineasta ecuatoriano Andrés Ramírez inició un proyecto para rodar un documental sobre Abraham Bojórquez. Con el proyecto, Ramírez ganó el Fondo de Fomento Cinematográfico del CNCine en la categoría de "Guion Documental (2012) y en la categoría de "Producción y Postproducción tipo B" (2014). También participó en varios talleres que ganó por concurso: “Taller de Reescritura y Pitch en DOC ANDINO 2012”, “Taller Incubadora Proyectos Audiovisuales La Paz 2014” y en el VI Laboratorio y clínica de proyectos BOLIVIA LAB 2014).
El documental titulado "Ukamau y ké" está coproducido entre la ecuatoriana Productora, dirigida por Esteban Coloma, y la boliviana Color FX y se estrena en Ecuador en mayo de 2017.